# Minotaur III
Minotaur III är en amerikansk fastbränsleraket under utveckling. Raketen ingår i raketserien Minotaur.